# The Maze Runner
The Maze Runner is een Amerikaanse sciencefictionfilm uit 2014 onder regie van Wes Ball. De film is gebaseerd op het gelijknamige boek uit 2009 van James Dashner.

## Verhaal
De zestienjarige Thomas wordt wakker in een industriële lift (De Box) zonder herinneringen, later herinnert hij zich alleen zijn naam. De lift brengt hem naar boven en eindigt in De Glade, een wereld omringd door grote grijze muren. Een zestigtal tienerjongens is daar op dezelfde manier gekomen en ze hebben geleerd te overleven in een volledig gesloten omgeving, levend van de landbouw. Ze noemen zichzelf de Gladers. Elke dertig dagen komt er een nieuwe jongen vergezeld van nieuwe voorraden.
De oorspronkelijke groep is in De Glade reeds drie jaar op zoek naar een manier om te ontsnappen door De Maze dat hun leefruimte omringt. De snelsten worden de Renners genoemd die overdag een weg zoeken in het doolhof (De Maze), maar voor de nacht valt terug moeten keren omdat dan de poorten gesloten worden. Tot nu toe heeft nog niemand een nacht in het doolhof overleefd. 's Nachts lopen er Grievers in het doolhof rond. Grievers zijn een soort spinachtige monsters. Hun steken zijn dodelijk. Op een gegeven moment lopen er ook overdag Grievers rond in het doolhof.
Thomas slaagt erin een Griever te doden en de leider van de Glade, genaamd Alby, te redden, nadat die ook gestoken is. De Box zendt het eerste meisje, dat blijkbaar Thomas herkent. Een briefje in haar hand zegt dat ze "de laatste ooit" zal zijn. Het meisje, genaamd Teresa, draagt twee spuiten bij zich gevuld met een mysterieuze substantie. De Gladers gebruiken een van de spuiten op Alby en hij herstelt geleidelijk van zijn verwondingen en krijgt zijn herinneringen terug. Gally (een Glader) maakt iedereen wijs dat dit allemaal Thomas zijn schuld is en krijgt het voor elkaar om leider te worden. Het gevolg daarvan is dat Thomas en Teresa bijna worden opgeofferd.
Als de jongeren kunnen ontsnappen, blijken ze deel uit te maken van een experiment en lijkt het alsof de wereld waarin ze terugkeren vernietigd is door een pandemie.

## Rolverdeling
| Acteur                | Personage |
| --------------------- | --------- |
| Dylan O'Brien         | Thomas    |
| Thomas Sangster       | Newt      |
| Ki Hong Lee           | Minho     |
| Aml Ameen             | Alby      |
| Kaya Scodelario       | Teresa    |
| Will Poulter          | Gally     |
| Blake Cooper          | Chuck     |
| Chris Sheffield       | Ben       |
| Jacob Latimore        | Jeff      |
| Alexander Flores      | Winston   |
| Dexter Darden         | Frypan    |
| Joe Adler             | Zart      |
| Randall D. Cunningham | Clint     |
| Patricia Clarkson     | Ava Paige |

## Productie
Het filmen begon op 13 mei 2013 in Baton Rouge, Louisiana en eindigde op 12 juli 2013.

## Ontvangst
The Maze Runner werd uitgebracht op 19 september 2014 en werd door het publiek gemengd ontvangen. Op Rotten Tomatoes heeft de film een score van 65% op basis van 175 beoordelingen. Metacritic komt op een score van 57/100, gebaseerd op 34 beoordelingen. In 2015 werd er een vervolgfilm uitgebracht onder de naam Maze Runner: The Scorch Trials.